# Viktoria Modesta
Viktoria Modesta é uma cantora e modelo profissional da Letônia. Devido a negligência médica durante o seu nascimento, passou grande parte da sua infância em hospitais. Este incidente por fim levou a um problema na sua perna esquerda. Em 2007, ela se voluntariou a amputação da perna abaixo do joelho para melhorar sua mobilidade e preservar sua saúde no futuro. Sua aparência se tornou conhecida por desafiar a percepção moderna de beleza alterada. Viktoria participou da cerimônia de encerramento das paralimpíadas de 2012 cantando a música "42" do Coldplay. Em 2016, foi incluída na lista de 100 mulheres mais inspiradoras e influentes pela BBC deste ano.